# Xã Hosmer, Quận Edmunds, South Dakota
Xã Hosmer (tiếng Anh: Hosmer Township) là một xã thuộc quận Edmunds, tiểu bang Nam Dakota, Hoa Kỳ. Năm 2010, dân số của xã này là 19 người.